# المقبرة (حبيش)

تعديل مصدري - تعديل

المقبرة محلة تابعة لقرية الشوافي، التابعة لعزلة جبل خضراء بمديرية حبيش إحدى مديريات محافظة إب في الجمهورية اليمنية، بلغ تعداد سكانها 40 حسب تعداد اليمن لعام 2004.